# Цучіда Тосіро
Цучіда Тосіро (яп. 土田 俊郎, Tsuchida Toshirō) (народився 1964) — це японський ігровий режисер і продюсер, який працює в японській компанії GREE, що займається розробкою відеоігор для соціальних мереж. У минулому він працював в Square Enix Co., Ltd. (раніше Square Co., Ltd.). Більш за всього відомий як творець медіафраншиз Front Mission і Arc the Lad.

## Біографія

### Masaya та G-Craft
Тосіро Цучіда працював у таких японських студіях розробки як Masaya та G-Craft, останню з яких він заснував у 1993 році покинувши Masaya. Під час розробки ігор Front Mission 2 та Front Mission Alternative у 1997 році, компанія Square ініціювала переговори з Цучідою, намагаючись придбати G-Craft. Оскільки покупка відбулась під час розробки Front Mission 2, ця гра стала останньою, у якої G-Craft зазначенні як розробники.

### Square Enix
Цучіда також був режисером боїв під час створення Final Fantasy X та Final Fantasy XIII. Працюючи над Final Fantasy X він змінив традиційну для серії бойову систему. Тоді як Хіроюкі Іто був автором системи «Active Time Battle» в Final Fantasy IV, Цучіда став автором нової системи «Conditional Turn-Based Battle» метою якої було зробити геймплей більш стратегічним. Працюючи над Final Fantasy X він пам'ятав принципи заложенні в Final Fantasy IV. В рамках Square Enix Цучіда був керівником 6-го відділу з розробки продуктів.
Він також був продюсером Final Fantasy Crystal Chronicles: My Life as a King і заявив, що Square Enix були ради бути першими, хто представляє нову гру на ігровій платформі Wiiware. Концепція гри передбачала взяття на себе ролі короля, а не звичайного героя, крім того, серія «Crystal Chronicles» мала велику кількість взаємодій між персонажами. Розробка гри розпочалася ще до розповсюдження інструментарію Wiiware. Створення Final Fantasy Crystal Chronicles: My Life as a King вимагало відходу від типового способу розробки характерного Square Enix, тому з початку створювався ігровий процес, і тільки потім графіка.
Одною з останніх робіт Тосіро Цучіди була гра Final Fantasy XIII над якою він працював як режисер з планування боїв у 2010 році. Він залишив Square Enix Co., Ltd. 28 лютого 2011 р.

### GREE
З 2011 року Тосіро Цучіда працює у відділі компанії GREE, де з іншими розробниками відповідає за створення нових відеоігор.

### Повернення до Sony
У 2016 році він повернувся до роботи з компанією Sony в студії ForwardWorks для розробки мобільного перезапуску Arc The Lad.

## Ігрографія

### Masaya
| Гра                                           | Випуск   | Платформа     | Роль                  | Примітка |
| --------------------------------------------- | -------- | ------------- | --------------------- | -------- |
| Sol Bianca                                    | 1990 рік | TurboGrafx-CD | Візуальний програміст |          |
| Ranma 1/2                                     | 1990 рік | TurboGrafx-CD | Продюсер              |          |
| Head Buster                                   | 1991 рік | Game Gear     | Продюсер              |          |
| Kaizou Choujin Schbibinman 2: Arata Naru Teki | 1991 рік | TurboGrafx-16 | Продюсер              |          |
| Kaizō Chōjin Shubibinman 3: Ikai no Princess  | 1992 рік | TurboGrafx-CD | Продюсер              |          |
| Ranma 1/2: Chōnai Gekitō Hen                  | 1992 рік | SNES          | Продюсер              |          |
| Advanced Busterhawk Gleylancer                | 1992 рік | Sega Genesis  | Продюсер              | [ 9 ]    |
| Ranma 1/2: Datō, Ganso Musabetsu Kakutō-Ryū!  | 1992 рік | TurboGrafx-CD | Продюсер              |          |
| Assault Suits Valken                          | 1992 рік | SNES          | Продюсер              |          |
| Cho Aniki: Super Big Brothers                 | 1992 рік | TurboGrafx-CD | Продюсер              |          |
| Langrisser                                    | 1993 рік | TurboGrafx-CD | Продюсер              |          |

### G-Craft
| Гра                                        | Випуск   | Платформа   | Роль                | Примітка |
| ------------------------------------------ | -------- | ----------- | ------------------- | -------- |
| Front Mission                              | 1995 рік | SNES        | Продюсер, сценарист |          |
| Arc the Lad                                | 1995 рік | PlayStation | Продюсер            | [ 10 ]   |
| Arc the Lad 2                              | 1996 рік | PlayStation | Продюсер            |          |
| Arc the Lad: Monster Game with Casino Game | 1997 рік | PlayStation | Продюсер            |          |
| Front Mission 2nd                          | 1997 рік | PlayStation | Режисер             |          |

### Square
| Гра              | Випуск   | Платформа     | Роль              | Примітка |
| ---------------- | -------- | ------------- | ----------------- | -------- |
| Front Mission 3  | 1999 рік | PlayStation   | Режисер           | [ 11 ]   |
| Final Fantasy X  | 2001 рік | PlayStation 2 | Режисер боїв      | [ 6 ]    |
| Final Fantasy XI | 2002 рік | PlayStation 2 | ШІ монстрів босів | [ 12 ]   |

### Square Enix
| Гра                                                 | Випуск   | Платформа               | Роль                            | Примітка |
| --------------------------------------------------- | -------- | ----------------------- | ------------------------------- | -------- |
| Front Mission                                       | 2003 рік | PlayStation 2           | Режисер, сценарист сценарію СШН | [ 13 ]   |
| Front Mission 4                                     | 2003 рік | PlayStation 2           | Режисер, продюсер               | [ 14 ]   |
| Front Mission: Online                               | 2005 рік | PlayStation 2, ПК       | Режисер, продюсер               |          |
| Front Mission 5: Scars of the War                   | 2005 рік | PlayStation 2           | Продюсер                        |          |
| Final Fantasy Crystal Chronicles: My Life as a King | 2008 рік | WiiWare                 | Продюсер                        | [ 4 ]    |
| Front Mission 2089: Border of Madness               | 2008 рік | Nintendo DS             | Керівник                        | [ 15 ]   |
| Final Fantasy XIII                                  | 2010 рік | PlayStation 3, Xbox 360 | Режисер з планування боїв       | [ 6 ]    |